# أمبروز كينيدي
أمبروز كينيدي (بالإنجليزية: Ambrose Kennedy) هو محامي وسياسي أمريكي، ولد في 1 ديسمبر 1875، وتوفي في 10 مارس 1967 بونسوكت في الولايات المتحدة. حزبياً، نشط في الحزب الجمهوري. وقد انتخب عضو مجلس النواب الأمريكي.